# Финал на Световното първенство по футбол 1930
Финалът на Световно първенство по футбол 1930 се проведе на стадион Естадио Сентенарио, Монтевидео, Уругвай. Уругвай спечели Световната купа срещу Аржентина с резултат 4:2 и става първият в историята Световен шампион по футбол.

## Финал
| 30 юли 1930 15:30 |

| Уругвай                                                                 | 4 – 2    | Аржентина                              |
| ----------------------------------------------------------------------- | -------- | -------------------------------------- |
| Пабло Дорадо 12' Педро Сеа 57' Викториано Ириарте 68' Хектор Кастро 89' | (Доклад) | Карлос Пеуселе 20' Гилермо Стабиле 37' |

| Естадио Сентенарио, Монтевидео 80 000 зрители Съдия: Жан Лангенус Помощници: Улисес Сауседо Анри Кристоф |

### Състави
Уругвай:

Енрике Балестерос, Хосе Насаси, Ернесто Маскерони, Хосе Андраде, Лоренцо Фернандес, Алваро Хестидо, Пабло Дорадо, Ектор Скароне, Хектор Кастро, Педро Сеа, Викториано Ириарте. Кондуело Пирис, Хуан-Карлос Калво, Мигел Капучини, Доминго Техера, Жолио Салдомбиде, Сантос Урдинаран, Анхел Мелоньо, Карлос Риолфо, Педро Петроне, Хуан Анселмо, Емилио Рекоба.
Треньор: Алберто Супици (Уругвай).
Аржентина:

Хуан Ботасо, Хосе Делаторе, Фернандо Патерностер, Хуан Еваристо, Луис Монти, Педро Суарес, Карлос Пеуселе, Франциско Варало, Гилермо Стабиле, Мануел Ферейра, Марио Еваристо, Рудолфо Орландини, Алехандро Скопели, Анхел Босио, Рамон Мутис, Наталио Перинети, Роберто Сиеро, Адолфо Сумелсу, Атилио Демария, Роберто Сивидини, Едмундо Пиаджо, Карлос Спадаро.
Треньор: Хуан Трамутола (Аржентина).
| Световно първенсто по футбол 1930 Победител |
| ------------------------------------------- |
| Уругвай                                     |
| Уругвай Първа титла                         |